# Desecho orgánico
Los desechos orgánicos son el conjunto de desechos biológicos (material orgánico) producidos por los seres humanos, ganado y otros seres vivos.

## Tipos de desechos orgánicos
Entre los desechos orgánicos se incluyen las heces y otros materiales que pueden ser descompuestos por microorganismos aeróbicos, es decir en procesos con consumo de oxígeno. Cuando este tipo de desechos se encuentran en exceso en el agua (tales como las aguas residuales), la proliferación de bacterias agota el oxígeno, y ya no pueden vivir en esta agua los peces y otros seres vivos que necesitan el oxígeno. El índice utilizado para medir la contaminación biológica por desechos orgánicos en el agua son la cantidad de oxígeno disuelto (OD) en agua, o la demanda biológica de oxígeno (DBO).
Otros tipos de residuos orgánicos, considerados como desechos peligrosos, son algunos de los residuos biológicos que forman parte de los residuos hospitalarios o desechos hospitalarios, que se producen en hospitales, centros médicos, y algunos tipos de laboratorios; los cuales pueden producir una enfermedad infecciosa.

## Eliminación, tratamiento o reciclaje

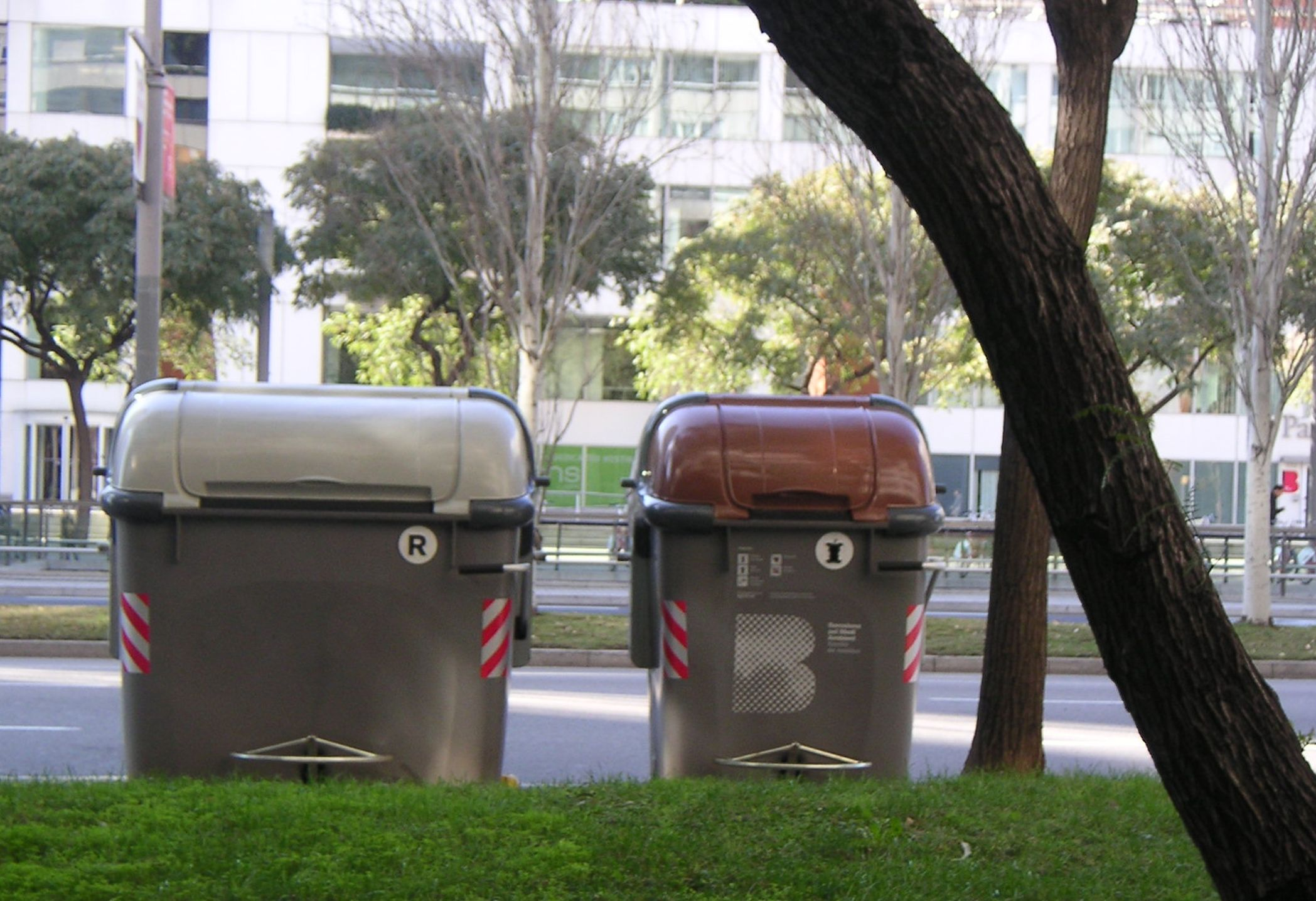
Contenedor para materia orgánica.

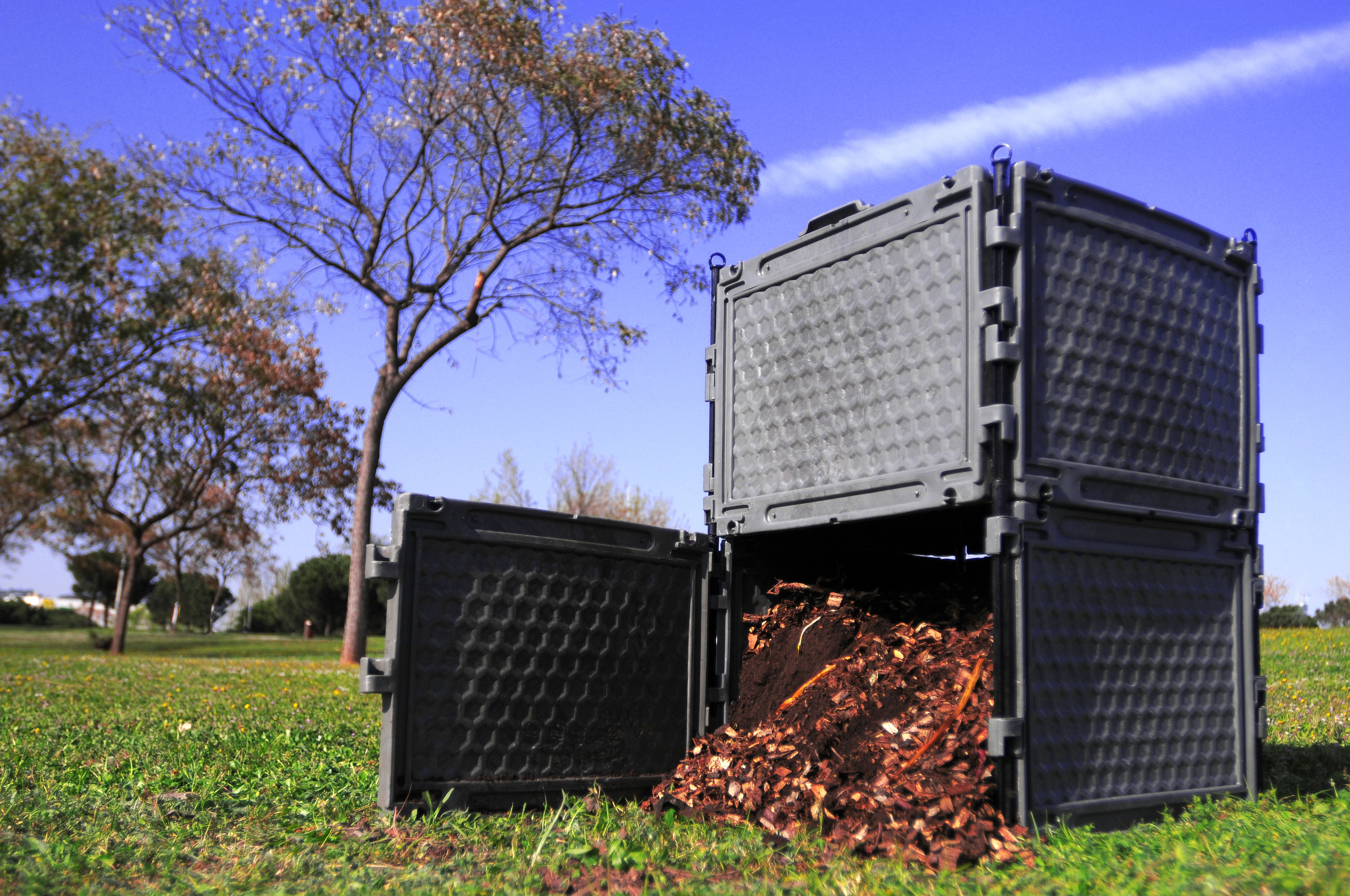
Compostadores para materia orgánica.

Entre los diferentes métodos de eliminación o tratamientos de los desechos orgánicos destacan:
La incineración, mediante el uso de una incineradora de residuos sólidos orgánicos, el cual consiste en incinerar a altas temperaturas la basura proveniente de desechos orgánicos sólidos, con lo que se reduce su volumen un 95 % y su peso hasta un 80 %.
El tratamiento de aguas residuales, al realizar la eliminación de la materia orgánica disuelta presente en el agua residual, transformándola en sólidos suspendidos que se eliminan fácilmente (tratamiento secundario de las aguas residuales), y con el posterior tratamiento terciario (el cual consiste en pasos adicionales como lagunas, micro filtración o desinfección).
A nivel urbano, para el proceso de separación de los desechos orgánicos sólidos para su tratamiento, esto se realiza mediante la recogida selectiva de basura.
Igualmente, al ser considerados muchos de estos desechos como desechos biodegradables, se pueden utilizar en ellos métodos de reciclaje o biodegradabilidad, tales como el compostaje. Este último se forma de desechos orgánicos como restos vegetales, animales, excrementos y purines (parte líquida altamente contaminante que rezuma de todo tipo de estiércoles animales). Para la producción de este abono orgánico, la materia orgánica se descompone por vía aeróbica o por vía anaeróbica. Llamamos «compostaje» al ciclo aeróbico (con alta presencia de oxígeno) de descomposición de la materia orgánica. Llamamos «metanización» al ciclo anaeróbico (con nula o muy poca presencia de oxígeno) de descomposición de la materia orgánica.